# Motore ad X

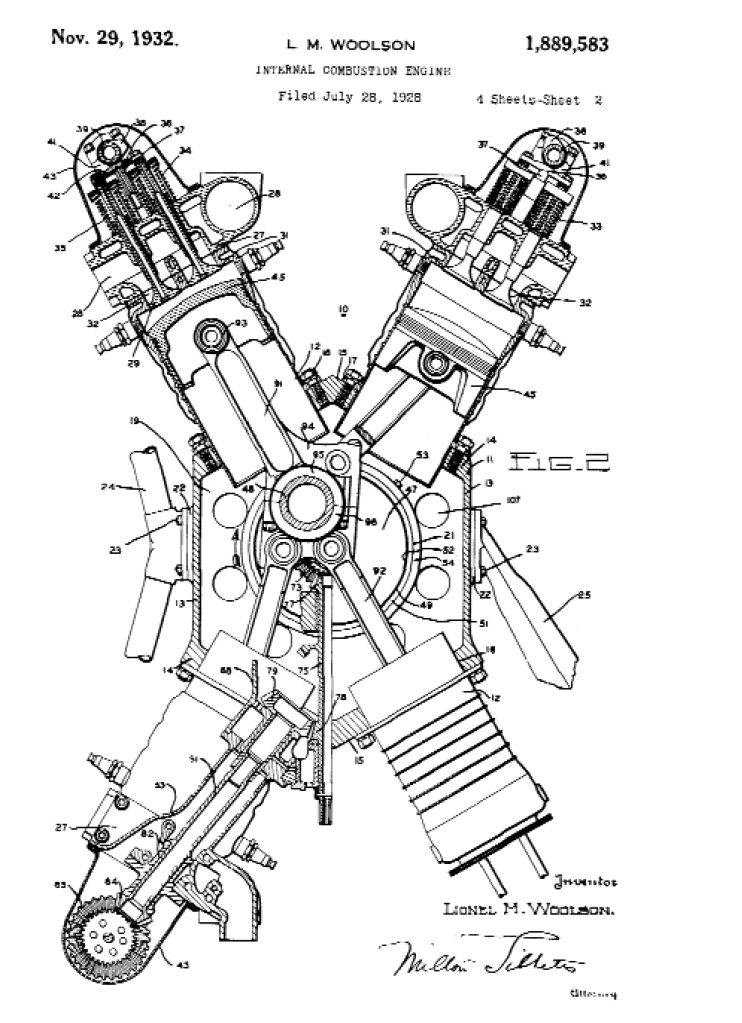

Il motore ad X è una configurazione di motore a pistoni nella quale questi ultimi sono dei motori a V, uniti in tandem. Questa disposizione fa in modo che, osservando il motore, si veda una X orizzontale o verticale.

## Descrizione
In pratica questo motore potrebbe venire considerato come originato dalla disposizione a tandem di due motori, uno superiore ed uno inferiore, con i cilindri a V disposti specularmente. I due motori hanno un albero motore comune che permette di trasferire la potenza generata alla vettura o, nel caso di impiego in aviazione, all'elica del velivolo.
Pur se l'aspetto sembra quello di un motore radiale a quattro cilindri a più stelle, l'architettura interna, dotata di tradizionale albero a gomiti, lo identifica come derivato di un motore a V.

## Applicazioni
I motori ad X realizzati sono estremamente rari, soprattutto a causa del loro peso e la maggiore complessità rispetto ad un motore radiale, tuttavia risultando più compatto (per numero di cilindri) rispetto al motore a V ne venne comunque tentato lo sviluppo.
La maggior parte dei motori che usavano questa configurazione sono stati progettati all'epoca della seconda guerra mondiale per equipaggiare velivoli di grande dimensione come i bombardieri strategici. La maggior parte di questi erano a 24 cilindri basati sugli allora V12 di maggior successo.

## Motori ad X

### Ad uso automobilistico
- Ford X-8, un prototipo realizzato negli anni venti sulla cui esperienza venne sviluppato il più tradizionale Flathead V8.[1][2]
- Honda; alcune fonti sostengono che nel 1960 venne segretamente sperimentato un motore ad X da 32 cilindri per essere utilizzato nelle proprie vetture da Formula 1, progetto poi abbandonato per la sua complessità e perché carente in affidabilità.[3]

### Ad uso aeronautico
Germania
- Daimler-Benz DB 604

Motore sperimentale 24 cilindri raffreddato a liquido prodotto dall'azienda tedesca Daimler-Benz AG durante la seconda guerra mondiale. Caratterizzato da una cilindrata di 46,4 L, esprimeva una potenza di 2 660 CV (1 945 kW) a 3 200 giri/min. Sviluppato per soddisfare le specifiche del progetto "Bombardiere B" emesse dal Reichsluftfahrtministerium, lo sviluppo del venne interrotto per la scelta ricaduta sul concorrente Junkers Jumo 222.
 Italia
- Isotta Fraschini Zeta RC.24/60

Sviluppato nel 1941 per equipaggiare il nuovo caccia Caproni Vizzola F.6, era un 24 cilindri raffreddato ad aria. Il motore non riuscì ad essere messo a punto per le difficoltà tecniche incontrate fino a che il progetto venne interrotto come conseguenza dell'armistizio di Cassibile del 1943.
 Regno Unito
- Napier Cub

Sviluppato negli anni venti, era un 16 cilindri raffreddato ad acqua capace di 1 000 hp (746 kW). Utilizzato per motorizzare i prototipi degli aerosiluranti Avro 556 e Blackburn Cubaroo e una versione rimotorizzata del bombardiere biplano Avro Aldershot. Il programma dei due prototipi venne interrotto e con esso anche lo sviluppo del Cub.
- Rolls-Royce Vulture

sviluppato negli anni trenta, era un 24 cilindri raffreddato ad acqua capace di 1 760 hp (1 312 kW). Il Vulture era stato ottenuto unendo due V12 Peregrine ma, al pari di altri simili motori, era gravato da notevoli problemi di affidabilità. Nonostante ciò fu l'unico motore ad X a raggiungere la produzione in serie, seppur in modeste quantità, questo dovuto anche al progetto del bombardiere bimotore Avro Manchester sviluppato attorno alle specifiche teoriche del Vulture. Tuttavia disponendo di un'unità, il Rolls-Royce Merlin, che grazie agli sviluppi stava raggiungendo potenze ragguardevoli, il Manchester venne riprogettato per impiegare 4 Merlin in luogo dei problematici Vulture, segnando la fine della produzione dei motori ad X e dando origine ad uno dei più importanti bombardieri alleati della seconda guerra mondiale, l'Avro Lancaster.
 Stati Uniti
- Allison V-3420

un 24 cilindri con raffreddamento a liquido ricavato dall'unione di due Allison V-1710 mantenne la sigla V tipica dell'architettura del motore dal quale derivava ma era a tutti gli effetti un X24.
- Allison X-4520

Un 24 cilindri con raffreddamento ad aria restato alla fase di prototipo.